# Viaduc du Layon
Le viaduc du Layon est un viaduc autoroutier permettant à l'A87 de rejoindre Angers et Cholet en Maine-et-Loire et la région Pays de la Loire en France. Il passe par la commune de Beaulieu-sur-Layon et franchit le bassin du Layon, il offre ainsi aux voyageurs une vue imprenable sur les Coteaux-du-Layon dont les vins sont d'appellation d'origine contrôlée depuis 1950.
Avec le viaduc de l'Hyrôme, ils constituent les deux ouvrages d'art non courants de l'A87 entre Angers et Cholet.

## Description
Ce viaduc est constitué de deux tabliers parallèles de 350 m de longueur, chacun soutenu par deux poutres en acier.  Ils ont été mis en place par lançage et les dalles béton ont été coulées à l'aide d'un équipage mobile. Les poutres reposent sur les piles avec des appuis à pot FIP.
Il comporte 8 travées pour 14 piles, une pile sous chaque tablier à chaque appui. Les piles ont une hauteur variant entre 6 et 31 m, la cassure du Layon ayant quant à elle environ 40 m de dénivelé.

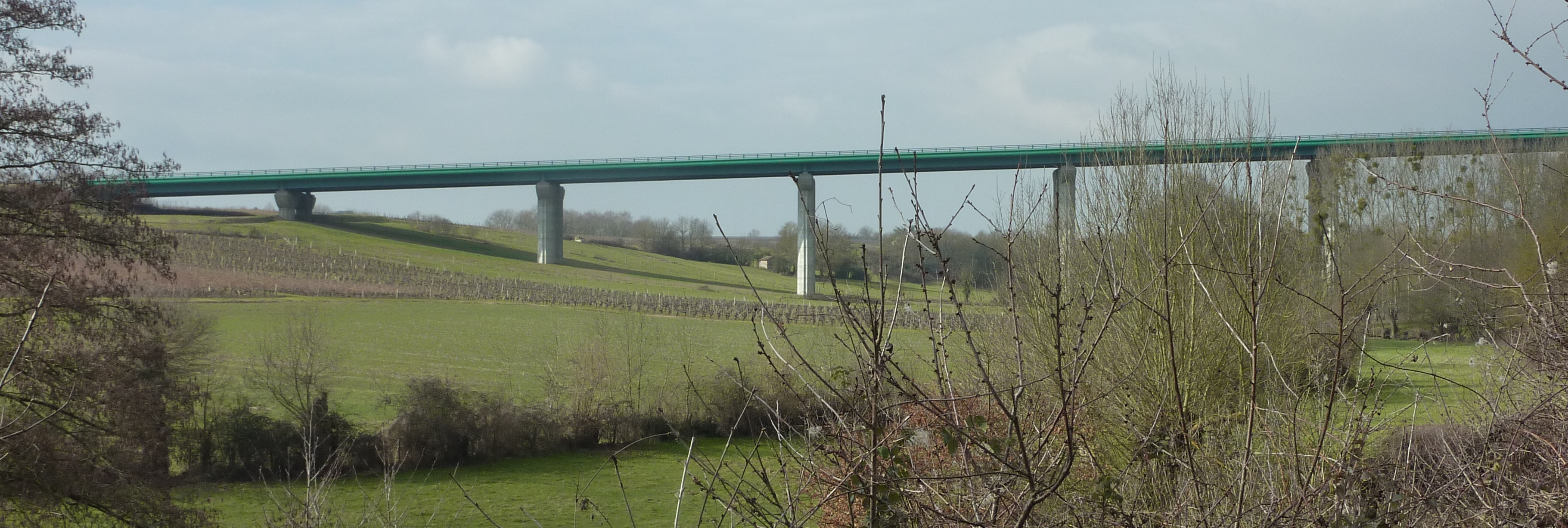
Le viaduc dans le bassin du Layon

Il fut construit de 1998 à l'année 2000 par l'entreprise Demathieu & Bard et ouvert en 2002, la mise en service du tronçon Mûrs-Erigné - Cholet eut lieu le 22 janvier 2002.
Les démarches pour l'édification de l'A87 furent les suivantes :
- 5 novembre 1990 : comité interministériel d’aménagement du territoire (CIAT).
- 1er avril 1992 : inscription de l’A87 au schéma directeur routier national.
- 7 février 1992 : décret de concession à Autoroutes du Sud de la France.
- 12 septembre 1996 : déclaration d’utilité publique (DUP) de l’A87 Angers/La Roche-sur-Yon .
- 7 septembre 2001 : prorogation de la déclaration d’utilité publique jusqu’au 13 septembre 2011.
- 22 janvier 2002 : mise en service d’Angers à Cholet.

L'ouvrage est établi entre la barrière de péage de Beaulieu-sur-Layon et l'échangeur de Chemillé. Il supporte 4 voies de circulation, limitées à 130 km/h et deux voies d'arrêt d'urgence. Un passage inférieur, juste après la culée nord, permet également le passage de la N160 qui réunit Beaulieu-sur-Layon et Saint-Lambert-du-Lattay.

## Galerie

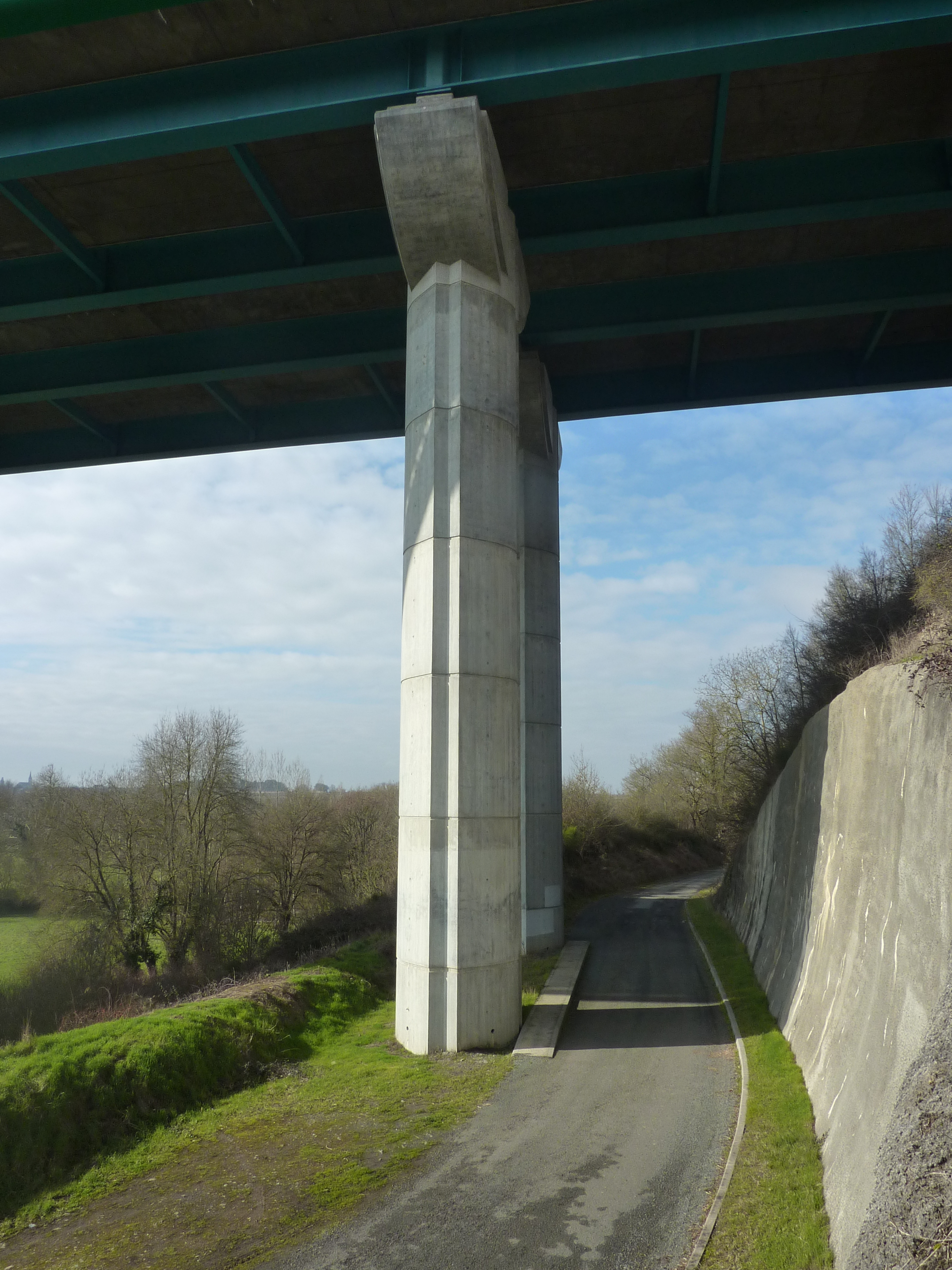
Détail d'une pile, vue de profil
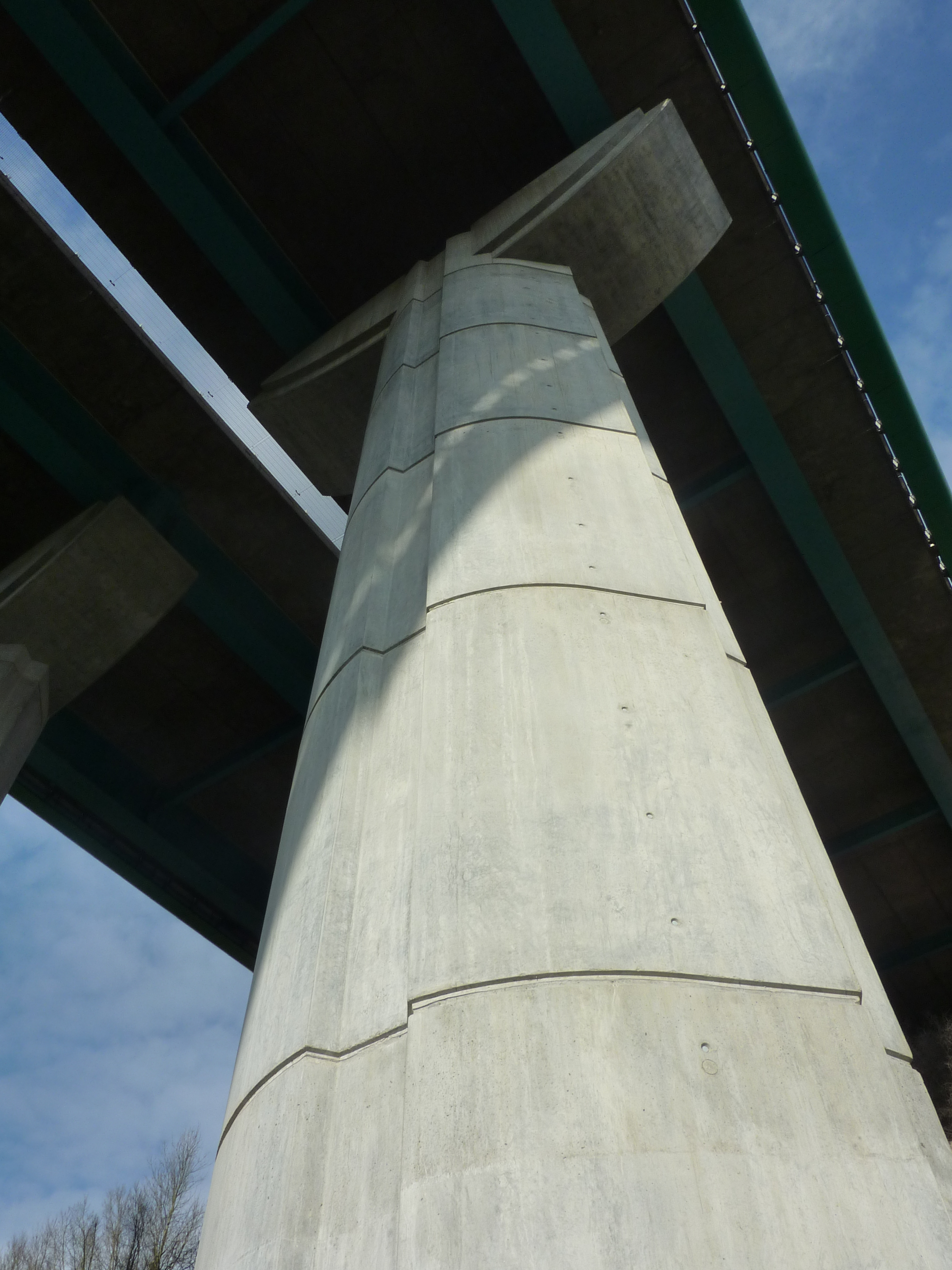
Détail d'une pile
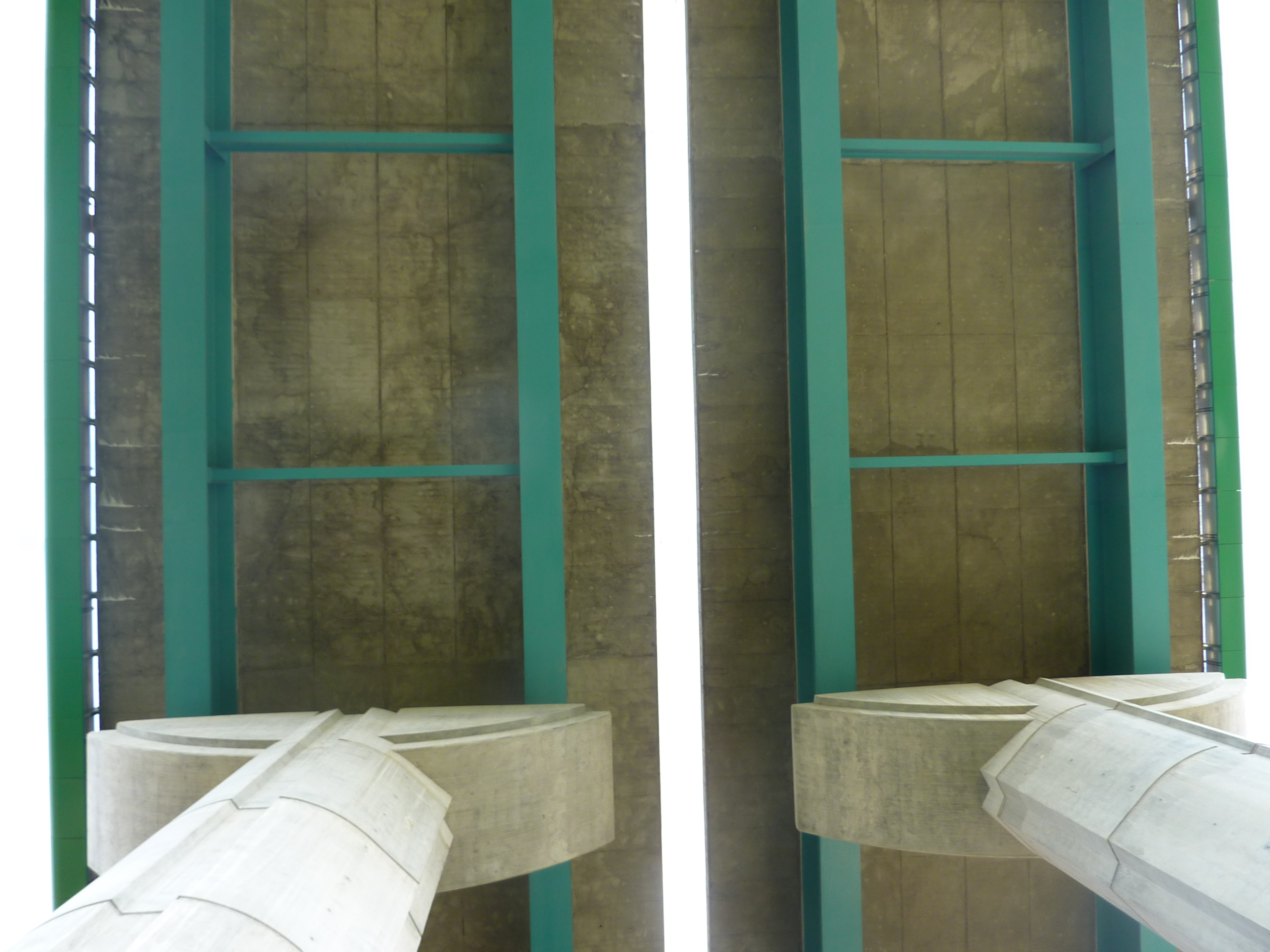
Dessous du tablier
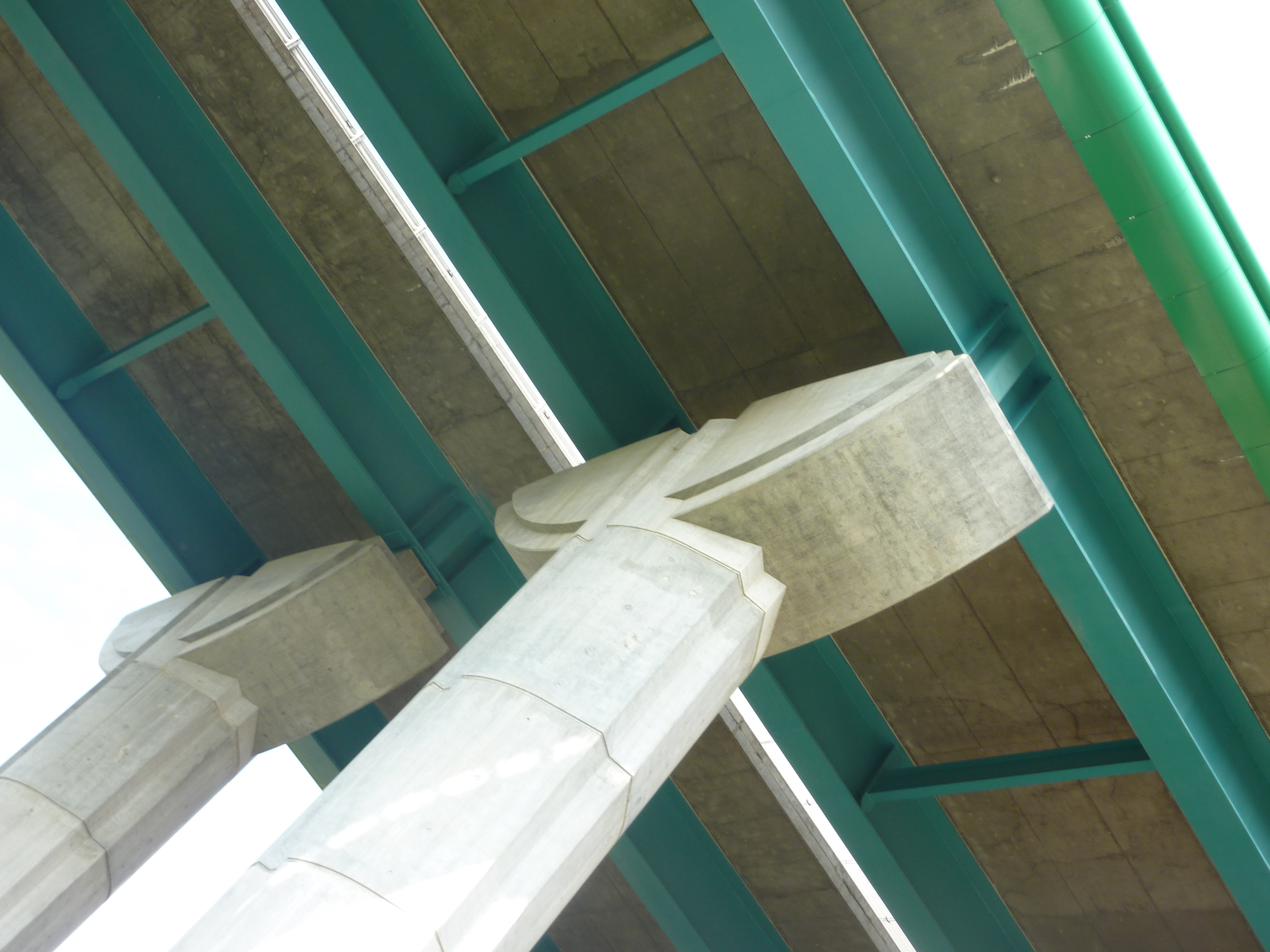
Détail des poutres
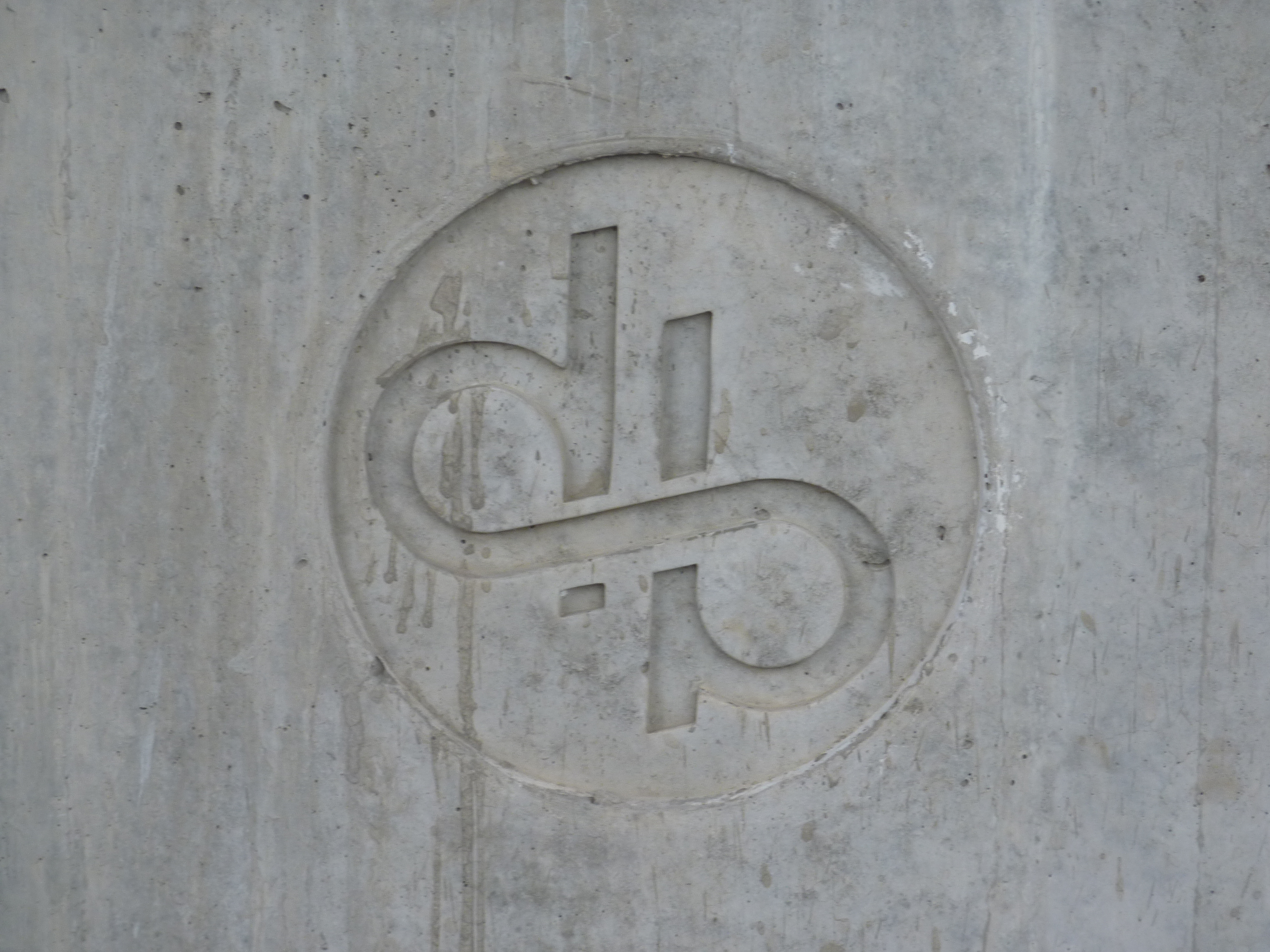
Logo Demathieu & Bard sur une pile de l'ouvrage